# 2115 Irakli
2115 Irakli este un asteroid din centura principală, descoperit pe 24 octombrie 1976 de Richard West.